# Tesis sobre un homicidio

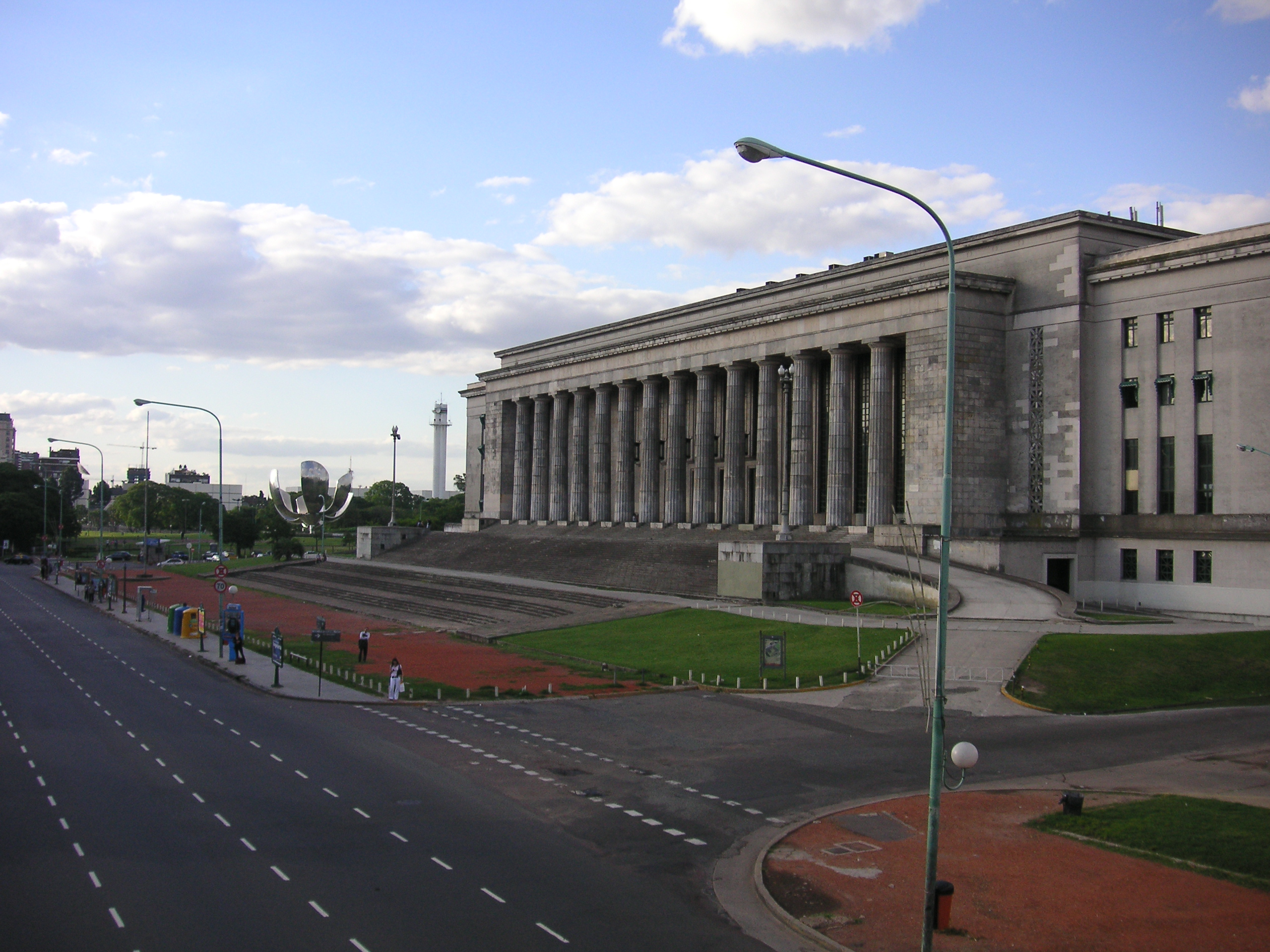
Facultat de Dret de la Universitat de Buenos Aires, on es desenvolupa part de la pel·lícula.

Tesis sobre un homicidio és una pel·lícula argentina-espanyola de thriller de 2013 dirigida per Hernán Goldfrid i protagonitzada per Ricardo Darín, Alberto Ammann, Calu Rivero i Arturo Puig. Està basada en la novel·la homònima de Diego Paszkowski. Es va estrenar el 17 de gener de 2013.

## Sinopsi
Roberto Bermúdez (Ricardo Darín) és un advocat de 55 anys d'edat que té una extensa i reconeguda trajectòria, encara que amb el temps s'ha allunyat ja de l'activitat legal per a dedicar els seus dies a la docència. La seva vida personal és més aviat caòtica. Separat de la seva dona des de fa diversos anys, no ha aconseguit una relació sentimental estable des de llavors. El seu escepticisme i la seva supèrbia han anat creixent a la vegada que la seva afició pel whisky. Com tots els anys, es prepara per a començar el seu prestigiós i famós seminari sobre Dret penal a la Facultat de Dret de la Universitat de Buenos Aires. Entre els 15 alumnes triats per a cursar-lo es troba Gonzalo (Alberto Ammann), fill de Felipe Ruiz Cordera, un jutge i vell amic de Bermúdez. Sent fill d'un reconegut diplomàtic, Gonzalo ha crescut entre cerimònies i protocols.
Una nit, durant una de les classes del seminari, un espantós crim sacseja la Facultat de Dret: apareix el cos d'una estudiant, brutalment assassinada a l'estacionament, molt prop de l'aula on Bermúdez imparteix les seves classes. Un subtil indici a l'escena del crim, intranscendent per a la policia, però essencial per a Bermúdez, el convenç que Gonzalo és l'autor del crim. Decidit a provar la culpabilitat del noi però, sobretot, a imposar-se sobre aquest en el que considera un duel, Bermúdez inicia una recerca personal. Els indicis sobre la participació de Gonzalo en l'assassinat de Valeria s'acumulen un darrere l'altre amb fatal contundència, però, al mateix temps, es troben inevitablement tenyits de la subjectivitat de Bermúdez, que està entossudit a demostrar la seva tesi.

## Repartiment
- Ricardo Darín... Roberto Bermúdez
- Alberto Ammann... Gonzalo Ruiz Cordera
- Arturo Puig... Alfredo Hernández
- Calu Rivero... María Laura Di Natale
- Fabián Arenillas... Máuregui
- Mara Bestelli... Mónica
- Antonio Ugo... Mario Passalaqua
- José Luis Mazza... Robles
- Mateo Chiarino... Villazán
- Natalia Santiago... Maia Weistein
- Ezequiel de Almeida... Uriarte
- Cecilia Atán... Yolis
- Manuel Callau

La companyia teatral experimental Fuerzabruta participa del film, realitzant dues intervencions.

## Premis i nominacions

### Premis Platino[3]
| !Any | Categoria                      | Candidat      | Resultat |
| ---- | ------------------------------ | ------------- | -------- |
| 2014 | Millor interpretació masculina | Ricardo Darín | Nominat  |

## Taquilla
Durant 3 setmanes consecutives Tesis sobre un homicidio va ser líder en la taquilla argentina, arribant a una mica més dels 700.000 espectadors. En la setena setmana en cartellera, va superar l'1.000.000 d'espectadors, recaptant així més de $30 milions. La pel·lícula finalment va acabar el seu recorregut en cinemes argentins amb 1.030.000 persones en bitllets tallats, sent així una de les més reeixides de l'any. A l'Argentina la pel·lícula va recaptar US$6.006.766 de dòlars, a Espanya US$2.149.940, US$ 432.508 al Brasil i finalment a l'Uruguai US$ 343.706. Entre aquests 4 països la pel·lícula va recaptar prop de 9 milions de dòlars.

## Mitjans domèstics
El DVD es va llançar el 9 de maig de 2013 i va ser editat per Blushine SRL. Inclou com extra el tràiler del cinema, Teaser del cinema, TV Espots, Fotos de la producció i Making of. Té com a característiques especials àudio espanyol 2.0 i 5.1, subtítols en castellà per a hipoaúsics i pantalla widescreen.